# Grått fruktmögel
Grått fruktmögel (Monilinia laxa) är en svampart som först beskrevs av Aderh. & Ruhland, och fick sitt nu gällande namn av Honey 1945. Grått fruktmögel ingår i släktet Monilinia och familjen Sclerotiniaceae.  Arten är reproducerande i Sverige. Utöver nominatformen finns också underarten mali.

## Källor

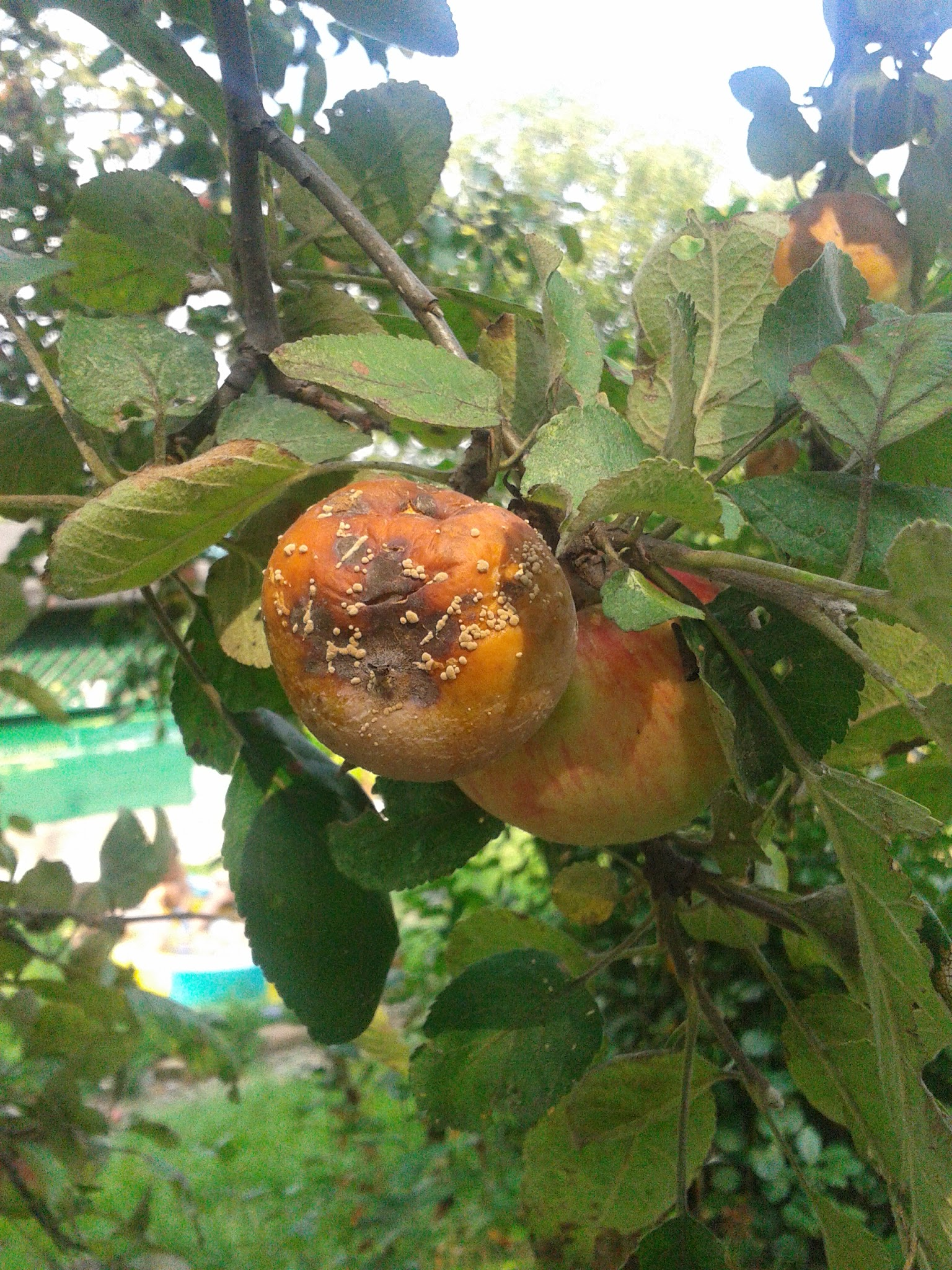
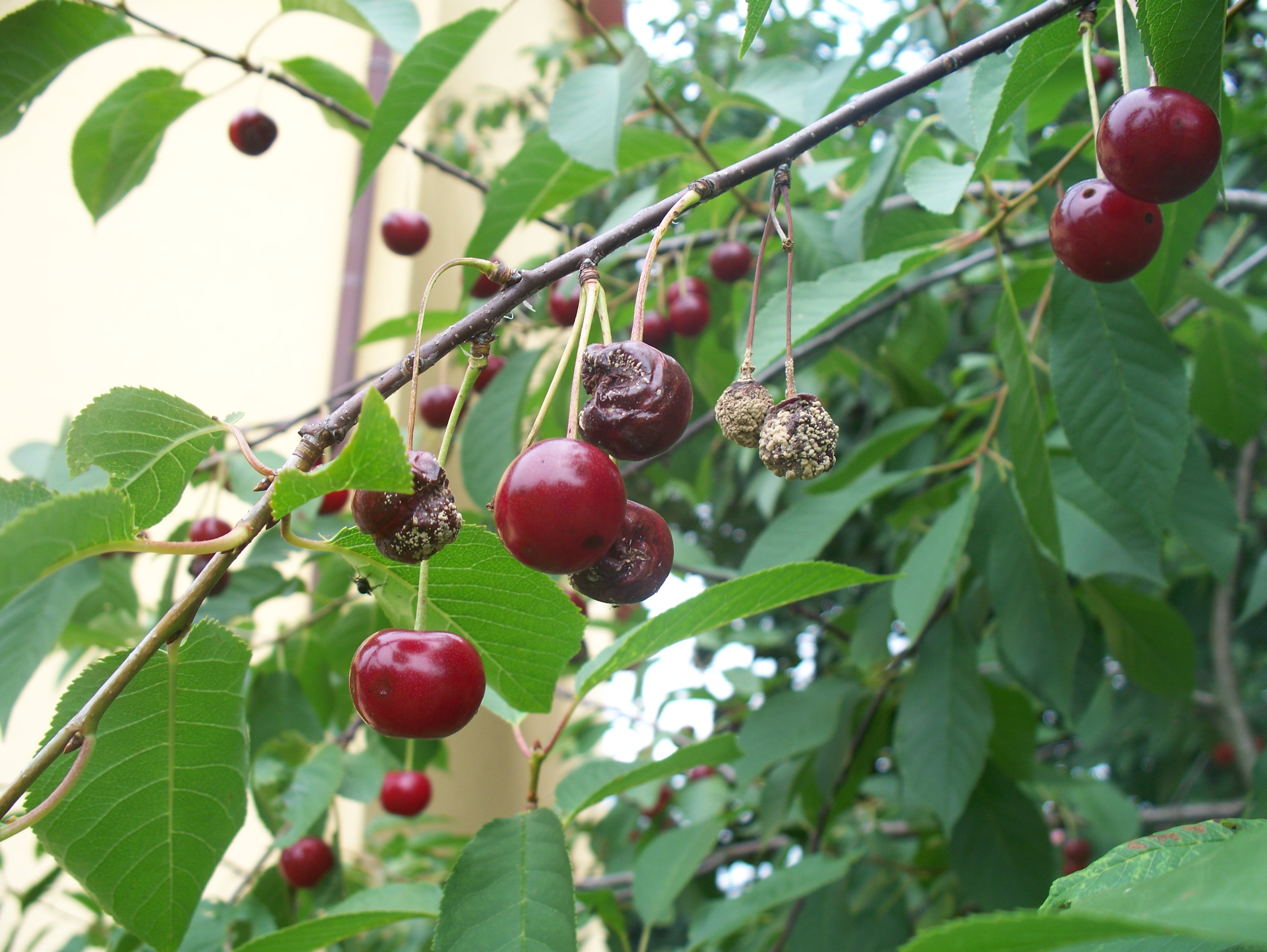